# Arthur P. Bagby (Politiker)

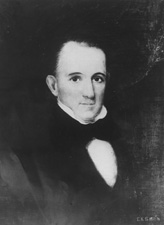
Arthur P. Bagby

Arthur Pendleton Bagby (* 1794 im Louisa County, Virginia; † 21. September 1858 in Mobile, Alabama) war ein US-amerikanischer Politiker der Demokratischen Partei in den Vereinigten Staaten. Er war US-Senator sowie der zehnte Gouverneur von Alabama.

## Frühe Jahre
Arthur Bagby, der Sohn von Captain James Bagby und Mary Jones, erhielt eine liberale Erziehung und ließ sich 1818 in Alabama nieder. Er studierte Jura und wurde 1819 als Anwalt zugelassen. Später arbeitete er als Strafverteidiger. Er entschloss sich, eine politische Laufbahn einzuschlagen, und wurde in den Jahren 1821, 1822 und 1824 sowie von 1834 bis 1836 in das Repräsentantenhaus von Alabama gewählt. Dort hatte er zweimal das Amt des Speakers inne, 1822 und 1836. Ferner war er 1825 im Senat von Alabama.

## Politik
Bagby wurde als Nachfolger von Hugh McVay am 7. August 1837 zum Gouverneur von Alabama gewählt. Seine Vereidigung fand am 30. November 1837 statt. Seine Amtszeit war geprägt von großen finanziellen Problemen, einer katastrophalen Trockenperiode und der Panik von 1837, welche Alabamas Wirtschaft lahmlegte. Ferner wurde der oberste Gerichtshof reorganisiert, die Schuldhaft wurde abgeschafft und das Judson College wurde eröffnet. Es wurden auch zwei verschiedene „Indianerprobleme“ gelöst: Die Cherokee wurden von Alabama in ihre neue Heimat im Westen umgesiedelt und die Choctaw traten ihr Land östlich des Mississippi an Alabama ab, was Vergeltungsmaßnahmen und Angriffe auf die weißen Siedler im südlichen Alabama nach sich zog. Bagby wurde am 5. August 1839 für eine zweite Amtszeit wiedergewählt. Er trat am 22. November 1841 von seinem Amt als Gouverneur zurück, um in den Senat der Vereinigten Staaten zu wechseln, wo er bis 1846 tätig war.

## Weiterer Lebenslauf
Er war auch zwischen 1846 und 1849 als Nachfolger von Ralph Isaacs Ingersoll Gesandter der USA in Russland. Danach kehrte er nach Alabama zurück, wo er 1852 in den Ausschuss für die Festlegung der Staatsgesetze berufen wurde. 1856 beendete er seine politischen Tätigkeiten und zog nach Mobile, wo er am 21. September 1858 an Gelbfieber verstarb. Er wurde auf dem Magnolia Cemetery in Mobile beigesetzt.
Er war zweimal verheiratet: mit Emily Steele und mit Anne Elisabeth Connell. Das Ergebnis dieser Verbindungen waren neun Kinder. Er war Sklavenhalter.